# Cementerio de San Luis
El Cementerio de San Luis es el nombre de uno los tres cementerios católicos de Nueva Orleans (Luisiana, Estados Unidos).
La mayoría de las tumbas son del siglo XVIII y el siglo XIX, el cementerio se encuentra cerca del Barrio Francés. Todas las tumbas están por encima del nivel del suelo, esto se debe a que por la condición de suelo pantanoso y que la ciudad se encuentra bajo el nivel del mar, cuando llueve en exceso el cementerio se inunda y los féretros saldrían a flote.
Este cementerio incluye la tumba de Marie Laveau, la última reina del vudú de Nueva Orleans. Por esta razón el Cementerio de San Luis es muy frecuentado por practicantes de esta religión. Curiosamente, la tumba de esta mujer permaneció ignorada hasta 1970, cuando comenzaron a aparecer a la entrada de la misma dibujos cabalísticos, botellas con filtros mágicos, los signos X (que se refieren a la vida y a la muerte), pequeños ramos de flores, y monedas. Desde entonces, su tumba se ha convertido en un altar y es uno de los sitios más visitados en Nueva Orleáns.
Cada lunes se celebra allí una ceremonia a la que acuden quienes practican el vudú, la magia blanca y otras clases de hechicerías, lo que atrae a un buen número de turistas. Los seguidores de Marie Laveau van allí a pedirle que fortalezca sus poderes. 
En 2014, se llevó a cabo la restauración de la tumba de Marie Laveau, desde entonces escribir en la tumba es motivo de una multa. Además desde 2015, el cementerio está abierto sólo a los visitantes con guías turísticos o los que tienen familiares enterrados en el cementerio.